# Meine Frau macht Dummheiten
Meine Frau macht Dummheiten ist eine deutsche Filmkomödie aus dem Jahr 1952, bei der Géza von Bolváry Regie führte. Es handelt sich um einen Viktor-von-Struve-Film im Constantin Filmverleih. Die Hauptrollen sind mit Inge Egger und Hans Holt sowie Georg Thomalla und Marina Ried besetzt.

## Handlung
Der Chemiker Dr. Robert Bruhn ist empört, als er die Ergebnisse seiner aktuellen Forschungen in einem Artikel der Abendzeitung abgedruckt findet. Er begibt sich zur Redaktion der Zeitung, um die Artikelautorin Dixi zur Rede zu stellen. Dixi gibt sich spontan als ihre Freundin Elli aus und behauptet, Elli sei Dixi und habe den Artikel verfasst. Robert und Dixi verlieben sich ineinander.
Dixi hat die vertraulichen Informationen von Bruhns Assistent Conny Weber erhalten. Der junge Mann hat sie unter Einfluss von Alkohol ausgeplaudert und weiß inzwischen nicht mehr so genau, wie es eigentlich dazu gekommen ist.
Als Robert und Dixi heiraten, weiß der Wissenschaftler immer noch nicht, dass Dixi für seine große Verärgerung die Verantwortung trägt. Dixi gibt für ihn ihren Beruf auf. Das neue Leben als Hausfrau füllt sie jedoch nicht aus und als sie einer Affäre um Hochstapelei auf die Spur kommt, zieht es sie mit aller Macht in ihren Beruf zurück. Ohne mit ihrem Mann darüber zu sprechen, versucht sie weitere Informationen zu sammeln, wobei sie von dem Fotoreporter Schänzle, einem vertrauten Kollegen, begleitet wird. Dixis häufige Abwesenheit macht Bruhn stutzig. Sein Misstrauen steigert sich weiter, als er seine Frau in einem Nachtlokal antrifft, wo sie für ihren Artikel recherchiert.
Weiteren Ärger bereitet Bruhn sein Assistent Conny, der inzwischen Elli geheiratet hat. Bruhn, der nach wie vor glaubt, Elli sei Dixi, ist immer noch zornig auf die junge Frau. Diesen Zorn überträgt er nun auch auf Conny Weber. Es kommt zu verschiedenen Auseinandersetzungen zwischen den beiden Männern, an deren Schluss Connys Entlassung steht.
Dixi kommt während ihrer Ermittlungen im Nachtclub-Milieu in Kontakt mit einem reichen Streichholzfabrikanten aus Schweden, den sie davon überzeugen kann, Bruhns neueste Erfindung zu kaufen. Sie gesteht Robert schließlich ihre wahre Identität. Robert verzeiht seiner Frau ihre beruflichen Eskapaden und auch Conny wird wieder eingestellt.

## Produktionsnotizen
Die Dreharbeiten fanden im Filmatelier Göttingen statt. Die Außenaufnahmen entstanden in Göttingen und Kassel. Die Filmbauten entwarf das Ehepaar Mathias Matthies und Ellen Schmidt. Der Film hatte in der Bundesrepublik Deutschland am 22. April 1952 Premiere. In den USA lief er unter dem Titel My Wife is Acting Silly.

## Kritik
Das Lexikon des internationalen Films führte aus: „Eine hübsche und tüchtige Reporterin heiratet Hals über Kopf einen konservativen Chemiker, der von ihrem Beruf nichts wissen darf. Eigentlich unbedeutende Verwechslungskomödie mit eher gutmütigen Seitenhieben auf die Politik der Nachkriegszeit, ärgerlich aber in den reaktionären Vorstellungen über die Rolle der Frau.“